# 給与
給与（きゅうよ、英: salary、サラリー）は、雇用契約に基づいて雇用主から従業員へ定期的に支払われる、労働の対価報酬である。給料や従業員収入とも言える。
なお、類似語として賃金があるが、労働基準法の用語である。

## 歴史

### 古代ローマの言葉salarium
古代ローマの言葉 salarium は雇用と関係があり、兵士に支給された塩(Salt)に由来するとされているが、正確な関連性は解明されていない。
最も有力なのは、兵士(Soldier) という単語はラテン語の sal dare (to give salt)に由来するという説である。
また、ローマ歴史学者ガイウス・プリニウス・セクンドゥスは、プリニウスの博物誌において"[I]n Rome. . .the soldier's pay was originally salt and the word salary derives from it...".と、「海水」に由来すると述べている。
他にも、soldier は兵士への支払いに用いられたソリドゥス金貨(solidus)に由来し、塩を買うための手段 salarium であるという説もある。

### 日本
封建時代（鎌倉時代から室町時代頃）主君から土地と百姓を与えられていた。戦国時代から江戸時代には米の石高（石 (単位)）で米を給金代わりに与えており所領を米に換算する方法が一般化した。

## 日本
所得税法では第28条において、給与所得とは「俸給、給料、賃金、歳費及び賞与並びにこれらの性質を有する給与に係る所得をいう」と定めており「給料」よりも「給与」のほうが範囲が広い。公務員の勤務の対価も給与という。
給与には、課税の対象となるかどうかで課税給与と非課税給与という分類がある。所得税額を計算するに当たっては重要な区分である。また、毎回決まった額が支給されるかどうかで、「固定的給与」、「変動的給与」という分類が存在する。（固定的給与も昇給などの理由で変動することがある。標準報酬月額、随時改定も参照。）給与の総支給額は固定的給与と変動的給与を足し、不就労部分の給与を差し引くことにより決定される（ノーワーク・ノーペイの原則）。つまり、給与の決定にあたっては、実際の労働時間を正確に把握することが重要になってくる。

### 支払方法
それぞれの企業がどのような給与の体系をとるかは、就業規則において給与体系（賃金体系）として決定されている。従業員は給与明細を参照することでも給与体系を知ることが出来る。給与明細は基本給や各種手当といった給与項目によって成り立っている。給与明細を記した書面を給与明細書という。具体的な給与の計算方法（給与計算）は、それぞれの企業の給与規程によって決定される。
給与計算においては労働基準法上、「賃金全額払いの原則」が支配しており、端数処理においてさえその規制は及ぶ。しかし、保険料や所得税等の税金はそれぞれの法律の根拠に基づき給与より天引き（控除）されることが許されている（源泉徴収、給与税参照）。また、労働基準法上、従業員との協定により控除が許される場合がある（協定控除）。名目上の給与に対し、実際に従業員に支払われる給与のことを俗に「手取り」と呼ぶ。
給与の支払い方法は、それぞれの企業において就業規則を労働基準法で作成する義務がある場合には、これを規定する必要がある。支払い形態としては、日払、日給月給、月給、年俸などの種類がある。労働基準法第24条の「賃金支払五原則」に則り、毎月一回以上、一定期日において支払わねばならない。
法文上は、支払い方法は通貨による直接渡しが原則である（通貨払いの原則）。銀行等金融機関口座への振込（給与振込）は法文上あくまで例外的な措置であり、労働者の個別の同意が無い限りは違法である（労働基準法施行規則第7条の2第1項）。
大企業においては給与振込が主流となっている。中小企業やパート・アルバイトへの支払いについては、手渡しで行われている例もある。
国家公務員においては、1974年（昭和49年）に金融機関口座への振り込みが開始され、現金手渡し・振り込み併用の時期を経て、2003年（平成15年）の「電子政府構築計画（仮称）の策定に向けて」（平成15年3月31日各府省情報化統括責任者連絡会議決定）に基づき各府省は給与全額振込支払の推進に取り組むこととされ、さらに、2004年（平成16年）2月には「e-Japan戦略Ⅱ加速化パッケージ」（平成16年2月6日高度情報通信ネットワーク社会推進戦略本部決定）において「国家公務員の給与の全額振込化について、職員の協力を得つつ推進し、2005年度末までに、山間・僻地等全額振込化が困難な地域を除き、各行政機関において原則として100%の実施を目指すとともに、各行政機関別の実施状況を定期的にフォローアップする。」と決定し、給与全額振込支払の一層の推進を図ることとしている。なお、読売新聞が2005年9月26日の記事で、「特に農林水産省の手渡し率が高い」と報道し、それに対し農林水産省は「手渡し率が高かったのは半年前のデータであって、現在（2005年9月時点）は口座への振り込み率はほぼ100%だ」と反論している。

### 給与明細
一般に多くの企業では賃金の支払いの都度、労働者に対し、賃金（給与）に関する明細書（いわゆる給与明細（書））を発行している。労働基準法の本則では給与明細を発行する義務は規定されていないが、賃金を金融機関への振り込みによって支払う場合には給与明細を発行するよう行政指導が行われている。
所得税法では給与明細の交付を義務付けていて（所得税法第231条、所得税法施行規則第100条）、健康保険・厚生年金保険・雇用保険の各保険料を控除したときは、使用者は計算書を発行する義務があることから（健康保険法第167条3項、厚生年金保険法第84条3項、労働保険徴収法第31条1項）、実際には給与明細にこれらの支給額・控除額を一括記載することが慣行となっている。もっとも、一般的な給与明細では労働時間数等は記入されていないことが多いため、法定の記載事項が網羅されていない限り、給与明細の発行を以て賃金台帳の作成（労働基準法第109条）に代えることはできない。

### 給与支払事務所等の届出等
会社や個人事業者等が給与の支払いを開始するときは（個人事業の開業届出をする場合を除く）、給与支払事務所等の開設届出を管轄税務署へ提出しなければならない。（所得税法230条）
この外、労働基準監督署、公共職業安定所、年金事務所への届出もある。

### 源泉徴収票等
給与を支払った者は、前年分の給与支払について1月31日までに下記を提出する必要がある（例外あり）。この2種の書類は概ね同じ様式である。源泉徴収票は給与受給者にも交付する。
- 税務署：給与所得の源泉徴収票（法定調書）
- 市区町村：給与支払報告書（個人別明細書、総括表）

### 法律上の給料
給料（きゅうりょう）は、賃金と同義に用いられることが多い（労働基準法第11条）が、法律上は次のような意味がある。
民法における給料
労働者及び芸人の賃金に対して、継続的雇用関係に立つ雇人に対する報酬（民法第174条第1項、第2項）。又は、家族的労務者としての雇人に対する報酬（民法第308条）。
地方公務員法における給料
地方公共団体の長及びその補助機関である職員（専門委員を除く）、その他一定の職員に対して支給する給与のうち、諸手当を除いた基本給を給料といい、その額及び支給方法は条例で定めなければならない（地方自治法第204条、地方公務員法第24条）。
船員法における給料
船員に対して支払われる報酬のうち、基本となる固定給（船員法第4条）。
一企業に専属してはいるものの、雇用関係にない者が継続的にサービスを提供することで報酬を得る業種（プロスポーツ選手や芸能人など）が受ける報酬（ギャランティー）を「給料」と表現されることが多い。ただしこれらは法律上の観点から見れば誤用である。また、給与所得者に交付される源泉徴収票の種別では「給料・賞与」のように賞与と並列されて用いられ、給料と賞与が合わさったものが給与と表現される。

### 給与の動向・指針
- 法人企業統計調査（財務省） - 企業が従業員に対して支払った給与の総額

全産業（除く金融保険業）・全規模の従業員給与は1960年（3.1兆円）から1995年（146.8兆円）まで35年連続で増加していた。しかし、以降は伸びの鈍化、減少が見られるようになり、2012年現在は128.2兆円に落ち込んでいる。また、1990年代半ばまでは経常利益の動向に関わらず従業員給与は増加していたが、近年は経常利益が増加傾向にある中で従業員給与は減少傾向にある（2003年から2012年の10年間に経常利益は36.2兆円から48.5兆円に増加しているが従業員給与は133.3兆円から128.2兆円に減少している）。
- 民間給与実態統計調査（国税庁） - 税務統計から給与総額を調査したもの

1年勤続者の給与総額は1949年（0.2兆円）から1997年（211.5兆円）まで48年連続で増加していた。しかし、以降は伸びの鈍化、減少が見られるようになり、1998年（211.2兆円）から2006年（195.4兆円）まで8年連続で減少。2012年現在は185.9兆円に落ち込んでいる。
- 毎月勤労統計調査（厚生労働省） - 一人平均の月額支払額

## アメリカ
アメリカでは毎週末か月2回の支払いが多い。かつては小切手での支払いが一般的であったが、現代では銀行振り込みと給与明細も増えている。

### 年俸1ドルの人々（dollar-a-year men）
戦時中
第一次世界大戦、第二次世界大戦などの戦争時に、アメリカ政府のために働いた政府や企業の幹部が年俸1ドルで働いた。これは米国の法律上、政府に雇われた無償のボランティアが認められないことから、名目上1ドル払う必要があったためである。これによって政府に雇われる関係が名目の上だけ成立した。このような関係で従業員となった人間が、第一次世界大戦だけで約1,000人いる。

その中で最初に雇用されたことで有名な人間は、セオドア・ルーズベルトの下で働いていた政治家ギフォード・ピンショーで、アメリカ合衆国農務省に務めていた。民間で最初に雇われたのは投資家バーナード・バルークで、戦時産業局の長官となり軍産複合体の実権を握った。

20-21世紀の平時
映画俳優で元カリフォルニア州知事アーノルド・シュワルツェネッガー、元ニューヨーク市長マイケル・ブルームバーグなどは、有権者へテロや財政危機などの切羽詰まった自治体を好転させるためのポーズとして年俸1ドルで働いた。
愛社精神を示しヘッドハンティング対策に報酬を上げる必要がないことを示す、別の報酬により租税回避する、給与の代わりに自社株式で得た報酬の方が会社に貢献しているなどの理由がある。一例として、ソフトウェア企業オラクルのCEOで創業者でもあるラリー・エリソンのように、基本給以外で7,700万ドル以上の報酬を得ている場合がある。